# KYQQ
Koordinaten: 37° 21′ 24″ N, 96° 57′ 55″ W
KYQQ oder KYQQ-FM (Branding: „Radio Lobo 106.5“) ist ein US-amerikanischer spanischer Hörfunksender aus Wichita bzw. Arkansas City im US-Bundesstaat Kansas. KYQQ-FM sendet auf der Ultrakurzwellen-Frequenz 106,5 MHz. Das Sendeformat ist ausgerichtet auf die hispanische Gesellschaft. Eigentümer und Betreiber ist die Journal Broadcast Corporation.